# Jovel Martins
Jovel Martins (sinh ngày 5 tháng 8 năm 1990) là một cầu thủ bóng đá người Ấn Độ hiện tại thi đấu cho Goa.

## Sự nghiệp

### Sporting Clube de Goa
Vào tháng 6 năm 2011 Martins ký hợp đồng với Sporting Clube de Goa thi đấu ở I-League. Sau đó anh ra mắt cho Sporting Goa ngày 23 tháng 10 năm 2011 trước Prayag United ở I-League.

## Thống kê sự nghiệp

### Câu lạc bộ
Tính đến 30 tháng 5 năm 2015
| Câu lạc bộ          | Mùa giải            | Giải vô địch | Giải vô địch | Giải vô địch | Cúp     | Cúp       | Cúp      | AFC     | AFC       | AFC      | Tổng    | Tổng      | Tổng     |
| Câu lạc bộ          | Mùa giải            | Số trận      | Bàn thắng    | Kiến tạo     | Số trận | Bàn thắng | Kiến tạo | Số trận | Bàn thắng | Kiến tạo | Số trận | Bàn thắng | Kiến tạo |
| ------------------- | ------------------- | ------------ | ------------ | ------------ | ------- | --------- | -------- | ------- | --------- | -------- | ------- | --------- | -------- |
| Sporting Goa        | 2011–12             | 16           | 0            | 0            | 0       | 0         | 0        | -       | -         | -        | 16      | 0         | 0        |
| 2012-13             | 19                  | 0            | 0            | 1            | 0       | 0         | -        | -       | -         | 20       | 0       | 0         |          |
| 2013-14             | 13                  | 0            | 0            | 2            | 0       | 0         | -        | -       | -         | 15       | 0       | 0         |          |
| 2014–15             | 12                  | 0            | 0            | 0            | 0       | 0         | –        | –       | –         | 12       | 0       | 0         |          |
| Tổng cộng sự nghiệp | Tổng cộng sự nghiệp | 60           | 0            | 0            | 3       | 0         | 0        | 0       | 0         | 0        | 63      | 0         | 0        |